# Rosmira
Rosmira o Rosmira fedele (RV 731) es una ópera de Antonio Vivaldi del año 1738, sobre libreto de Silvio Stampiglia.

## Personajes
| Personaje | Tesitura              | Reparto del estreno, 27 de enero de 1738 |
| --------- | --------------------- | ---------------------------------------- |
| Arsace    | soprano (en travesti) | Margherita Giacomazzi                    |
| Rosmira   | mezzosoprano          | Anna Girò                                |
| Partenope | contralto             | Dorotea Lalli                            |
| Ersilia   | soprano               | Catterina Bassi                          |
| Armindo   | soprano (castrato)    | Giacomo Zaghini                          |
| Ormonte   | soprano (castrato)    | Pasqualino Negri                         |
| Emilio    | bajo                  | Giuseppe Rossi                           |